# Stuart Courtney
Stuart Courtney ist ein ehemaliger englischer Squashspieler.

## Karriere
Stuart Courtney war hauptsächlich in den 1970er-Jahren als Squashspieler aktiv.
Mit der britischen Nationalmannschaft wurde er 1976 Weltmeister. Außerdem nahm er mit ihr bereits 1973 an der Weltmeisterschaft teil und schloss das Turnier auf dem zweiten Platz ab. Bei Europameisterschaften wurde er mit der Nationalmannschaft 1973 Europameister. 1974 und 1975 wurde er jeweils bei der britischen Meisterschaft Zweiter.
Stuart Courtney war für mehrere Jahre, bis 2001, CEO des englischen Squashverbandes.

## Erfolge
- Weltmeister mit der Mannschaft: 1976
- Europameister mit der Mannschaft: 1973
- Britischer Vizemeister: 1974, 1975